# Thouaré-sur-Loire
Thouaré-sur-Loire (bretonisch: Tarvieg) ist eine französische Gemeinde mit 10.956 Einwohnern (Stand: 1. Januar 2022) im Département Loire-Atlantique in der Region Pays de la Loire. Thouaré-sur-Loire gehört zum Arrondissement Nantes und ist Teil des Kantons Carquefou. Die Einwohner werden Thouaréen(ne)s genannt.

## Geographie
Thouaré-sur-Loire liegt am nördlichen (dem rechten) Ufer der Loire etwa zehn Kilometer nordöstlich von Nantes. Umgeben ist die Gemeinde von Carquefou im Norden und Nordwesten, Mauves-sur-Loire im Osten und Nordosten, Saint-Julien-de-Concelles im Süden und Südosten sowie Sainte-Luce-sur-Loire im Westen.
Die nördliche Gemeindegrenze bildet die frühere Route nationale 23bis.
Der Ort hat einen Bahnhof an der Bahnstrecke Tours–Saint-Nazaire.

## Geschichte
1123 wird der Ort erstmals als Thouaré erwähnt, seine Vorgeschichte verliert sich in Legenden.

## Gemeindepartnerschaften
Thouaré-sur-Loire unterhält seit 1981 eine Gemeindepartnerschaft mit Homberg in Hessen (Deutschland).

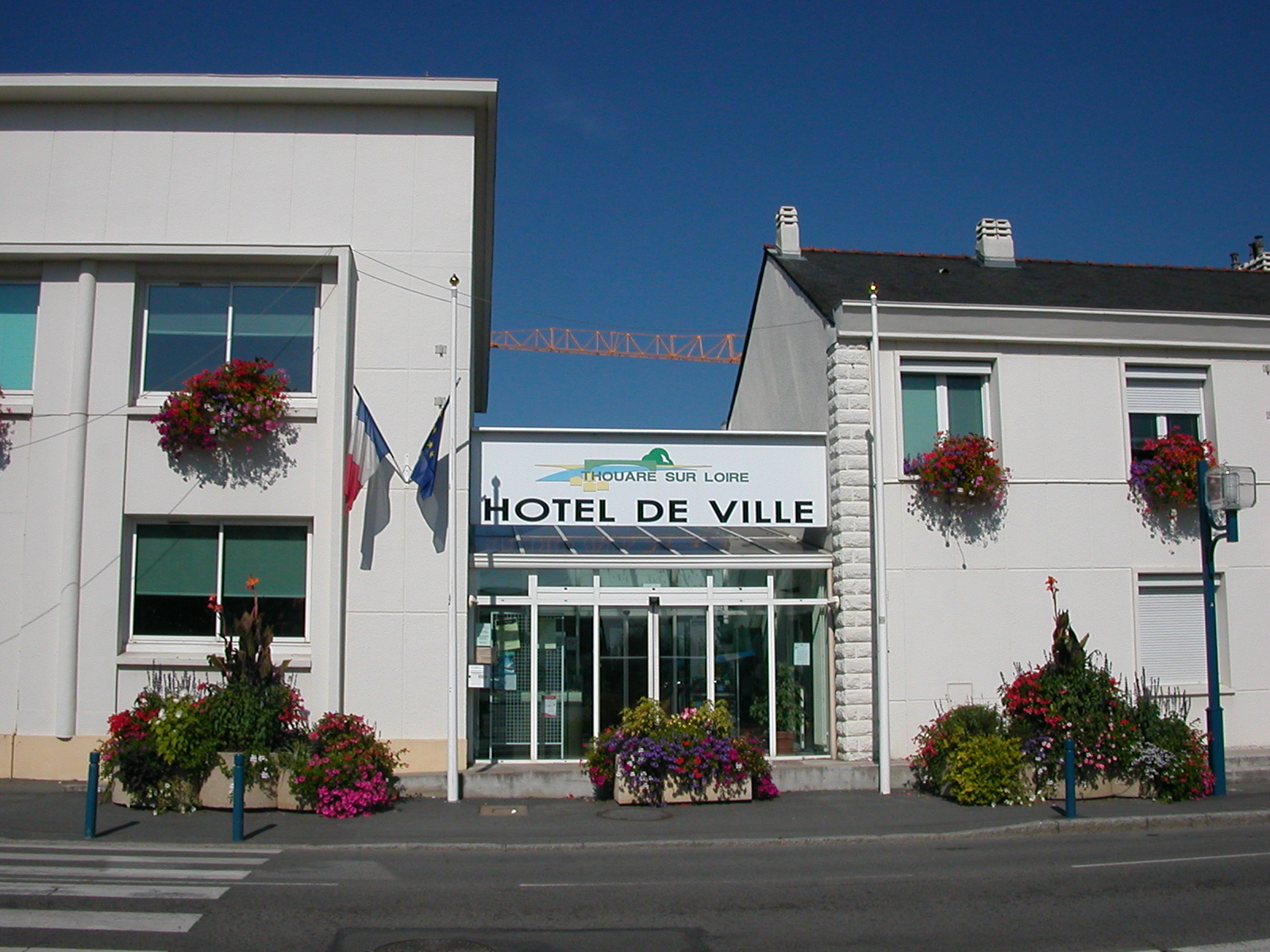
Rathaus (Hôtel de ville)

## Bevölkerungsentwicklung
- 1962: 01.709
- 1968: 01.974
- 1975: 02.887
- 1982: 04.505
- 1990: 05.140
- 1999: 06.660
- 2006: 07.375
- 2011: 07.886
- 2017: 10.025

## Sehenswürdigkeiten
- Kirche Saint-Vincent, neogotischer Sakralbau aus dem Jahre 1856
- Château de la Picauderie, Domäne mit etwa zwei Hektar, errichtet im klassizistischen Stil 1773 für Jean-Baptiste Ceineray
- Château de la Hillière, mit einem Park von acht Hektar, im neoklassizistischen Stil errichtet, bis 1952 von den Brüdern des Heiligen Gabriel genutzt
- Château de Thouaré, errichtet im 10. Jahrhundert auf Resten der gallorömischen Siedlung